# Passiflora engleriana
Passiflora engleriana är en passionsblomsväxtart som beskrevs av Hermann August Theodor Harms. Passiflora engleriana ingår i släktet passionsblommor, och familjen passionsblomsväxter. Inga underarter finns listade i Catalogue of Life.